# Accademia di belle arti Jan Matejko
L'Accademia di belle arti Jan Matejko (in polacco: Akademia Sztuk Pięknych w Krakowie im. Jana Matejki, abbreviato con ASP) è un istituto pubblico di educazione superiore di Cracovia.

## Storia
L'ASP nacque come un dipartimento dell'Università Jagellonica, tra il 1818 ed il 1873 fu una scuola di disegno e pittura (Szkoła Rysunku i Malarstwa) e divenne istituto autonomo dal 1873.
Nel 1900 l'Università ricevette lo status di Accademia di belle arti e in occasione del suo centenario, nel 1979, l'Accademia venne intitolata a Jan Matejko, suo fondatore e primo presidente.

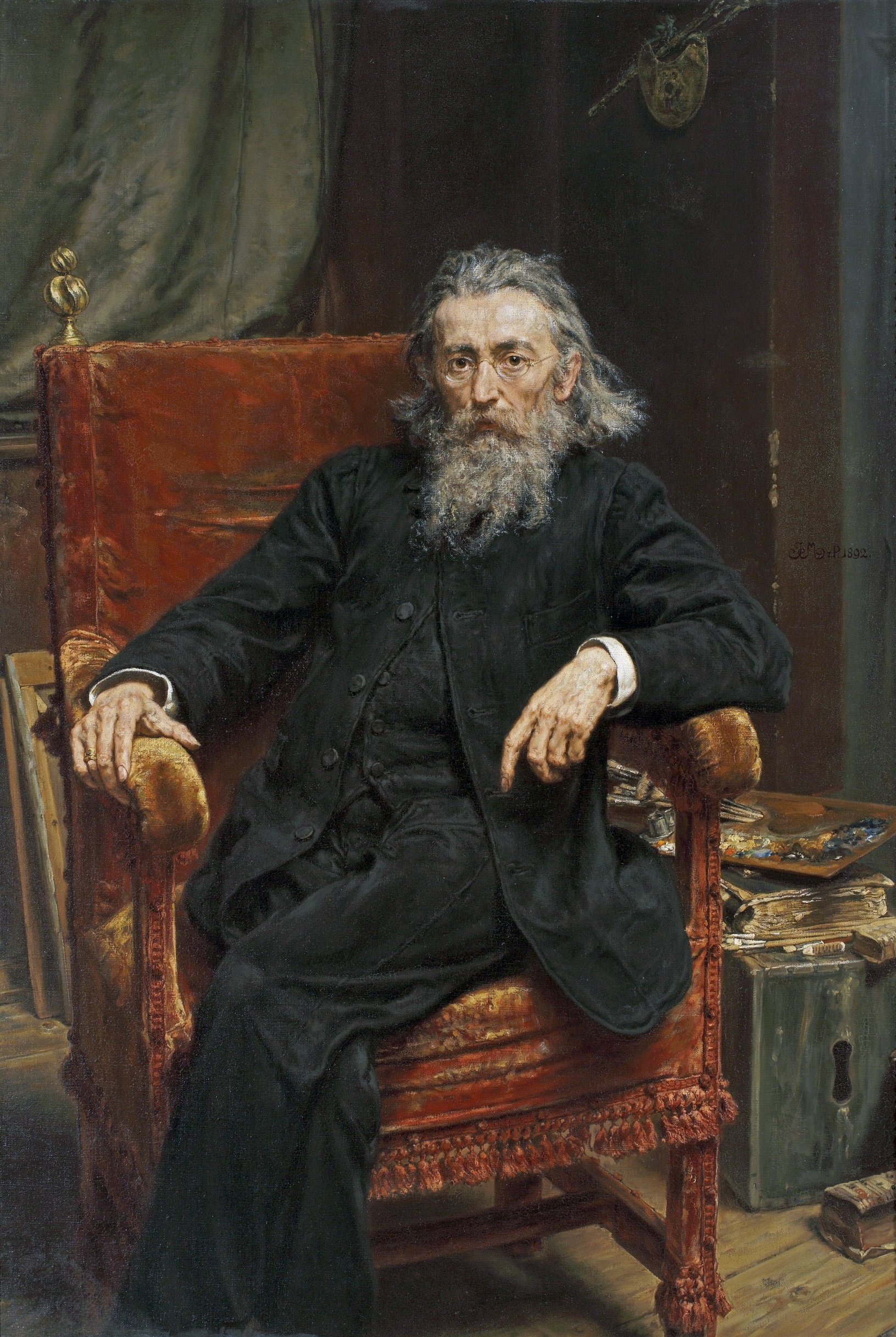
Jan Matejko, autoritratto.

## Struttura
L'accademia è organizzata in sette facoltà:
- Architettura degli interni
- Arti grafiche
- Conservazione e restauro di opere d'arte
- Disegno industriale
- Intermedia
- Pittura
- Scultura

## Direttori
Direttori della Scuola di belle arti:
- 1873-1893: Jan Matejko
- 1893-1895: Władysław Łuszczkiewicz (ad interim)
- 1895-1900: Julian Fałat

## Rettori
Rettori dell'Accademia di belle arti:
- 1900-1909: Julian Fałat
- 1909-1910: Leon Wyczółkowski
- 1910-1911: Teodor Axentowicz
- 1911-1912: Konstanty Laszczka
- 1912-1914: Jacek Malczewski
- 1914-1918: Józef Mehoffer
- 1918-1919: Wojciech Weiss
- 1919-1922: Józef Gałęzowski
- 1922-1927: Adolf Szyszko-Bohusz
- 1927-1928: Teodor Axentowicz
- 1928-1929: Adolf Szyszko-Bohusz
- 1929-1931: Konstanty Laszczka
- 1931-1932: Fryderyk Pautsch
- 1932-1933: Józef Mehoffer
- 1933-1936: Wojciech Weiss
- 1936-1939: Fryderyk Pautsch
- 1945-1947: Eugeniusz Eibisch (ad interim)
- 1947-1949: Eugeniusz Eibisch
- 1949-1950: Zbigniew Pronaszko
- 1950-1951: Zygmunt Radnicki
- 1951-1952: Konrad Srzednicki
- 1952-1954: Mieczysław Wejman
- 1954-1967: Czesław Rzepiński
- 1967-1972: Mieczysław Wejman
- 1972-1980: Marian Konieczny
- 1980-1987: Włodzimierz Kunz
- 1987-1993: Jan Szancenbach
- 1993-1996: Włodzimierz Kunz
- 1996-2002: Stanisław Rodziński
- 2002-2008: Jan Pamuła
- 2008-2012 : Adam Wsiołkowski
- Dal 2012: Stanisław Tabisz